# Эрнандес, Йоан Пабло
Йоан Пабло Эрнандес Суарес (исп. Yoan Pablo Hernández Suárez; род. 28 октября 1984, Пинар-дель-Рио, Куба) — кубино-немецкий боксёр-профессионал, выступающий в первой тяжёлой и тяжёлой весовых категориях. Среди профессионалов бывший чемпион мира по версии IBF (2011—2015) и временный чемпион мира по версии WBA (2011) в 1-м тяжёлом весе.

## Любительская карьера
Йоан Пабло Эрнандес начал заниматься боксом с кубинской сборной в очень молодом возрасте. Он получил серебро на кадетском чемпионате мира (до 17 лет). Йоан выиграл Чемпионат мира среди юниоров в 2002 году в Сантьяго-де-Куба в супертяжёлом весе, но дважды проиграл соотечественнику Одланьеру Солису и был вынужден спуститься в весе. В полутяжёлом весе (178 фунтов) в 2003 году Эрнандес выиграл серебряную медаль на Панамериканских играх в Санто-Доминго, где он проиграл Рамиро Редучинто в финале.
Эрнандес принимал участие в летних Олимпийских играх 2004 за родную страну, где потерпел поражение во втором туре в полутяжёлом весе (81 кг) от Евгения Макаренко, двукратного чемпиона мира.
Хотя он считался одним из лучших проспектов в кубинском боксе, он оставил свою родину, и переехал в Германию.

## Профессиональная карьера
Эрнандес дебютировал на профессиональном ринге в сентябре 2005 года. В июне 2007 года нокаутировал в первом раунде норвежца Томаса Хансволла (25-3-2). Через 2 месяца нокаутировал в первом раунде бразильца Даниэля Бисбо, и завоевал титул WBA Fedelatin в первом тяжёлом весе. В декабре 2007 года в защите титула снова в первом раунде нокаутировал своего соперника, новозеландца Мохамеда Аззауи, и добавил к своим достижениям титул WBC Latino. В следующем поединке в марте 2008 года проиграл нокаутом в третьем раунде, бывшему чемпиону мира гайанцу Уэйну Брейтуэйту. В октябре 2005 года решением большинства судей в конкурентном поединке с небольшим преимуществом победил Майкла Симмса в 8-раундовом бою. В октябре 2009 года победил серба Эдана Линчия (17-1) и завоевал титул интерконтинентального чемпиона мира по версии IBF. В марте 2010 года защитил титул против аргентинца Сесара Давида Кренца. Через три месяца в промежуточном поединке победил джорнимена Зака Пейджа. В феврале 2011 года нокаутировал француза Стива Эрелиуса (21-1-1), и завоевал титул временного чемпиона мира по версии WBA.

### Эрнандес против Стива Каннингема
1 октября 2011 года Эрнандес вышел на титульный поединок с чемпионом мира по версии IBF, Стивом Каннингемом. В первом раунде Эрнандес послал Каннингема в нокдаун. Из-за сильного рассечения у Эрнандеса в поединке, бой был остановлен в шестом раунде. Техническую победу по очкам присудили кубинцу. Был назначен матч-реванш, который состоялся в феврале 2012 года. Кубинец был намного активнее, дважды посылал Каннингема в нокдаун в шестом раунде, и выиграл поединок по очкам.

### Эрнандес против Троя Росса
В сентябре 2012 года в очень тяжёлом бою победил обязательного претендента, канадца Троя Росса. Эрнандес считался неоспоримым фаворитом, но Росс дал чемпиону самый тяжёлый поединок в его карьере. Канадец трижды отправлял Эрнандеса на настил ринга, но победу всё же близким решением присудили кубинцу.
23 ноября 2013 года Эрнандес нокаутировал обязательного претендента, россиянина Александра Алексеева. После этого боя Алексеев завершил спортивную карьеру.

### Бой против Фирата Арслана
16 августа 2014 года в Эрфурте Эрнандес вышел на защиту титула против возрастного боксёра, бывшего чемпиона мира, 43-летнего турка Фиратом Арсланом. Бой начался с привычного прессинга Арслана, который, плотно перекрывшись руками, теснил чемпиона к канатам. Эрнандес ответил градом ударов по защите Арслана, но позже Арслан стал наращивать обороты. К середине поединка картина боя была очевидной, претендент окончательно освоился и работая первым номером, раунд за раундом громил чемпиона, зажимая Эрнандеса в углу и пробивая точно в голову. Эрнандес пытался огрызаться, но сил в его ударах уже не было. Арслан, решив, что побеждает, сбавил обороты, и позволил Эрнандесу чувствовать себя более комфортно. В заключительных раундах уставший Эрнандес перестал боксировать и шёл в клинч, постоянно повисая на Арслане.
После окончания 12-ти раундов Арслан выглядел свежее побитого чемпиона, и победоносно вскинул руки. Однако, судьи присудили Эрнандесу победу раздельным решением. Тем самым Эрнандес защитил свой титул чемпиона, а Арслана вновь засудили в Германии.
26 сентября 2015 года из-за травмы Эрнандес не смог выйти на бой против Виктора Рамиреса и объявил о завершении своей спортивной карьеры.

## Интересные факты
В 2010 году снялся в фильме Уве Болла «Макс Шмелинг: Боец Рейха», посвящённом легендарному немецкому боксёру, где сыграл роль Джо Луиса.

## Статистика профессиональных боёв
В таблице перечислены результаты всех поединков боксёров.
В каждой строке указан результат поединка. Дополнительно номер поединка обозначен цветом, который обозначает итог поединка. Расшифровка обозначений и цветов представлена в нижеследующей таблице.
| Пример | Расшифровка                     |
| ------ | ------------------------------- |
|        | Победа                          |
|        | Ничья                           |
|        | Поражение                       |
|        | Планируемый поединок            |
|        | Поединок признан несостоявшимся |
| КО     | Нокаут                          |
| ТКО    | Технический нокаут              |
| PTS    | Решение судей (по очкам)        |
| UD     | Единогласное решение судей      |
| MD     | Решение большинства судей       |
| SD     | Раздельное решение судей        |
| RTD    | Отказ от продолжения боя        |
| DQ     | Дисквалификация                 |
| NC     | Поединок признан несостоявшимся |

| 31 поединок, 29 побед (14 нокаутом), 2 поражения. | 31 поединок, 29 побед (14 нокаутом), 2 поражения. | 31 поединок, 29 побед (14 нокаутом), 2 поражения. | 31 поединок, 29 побед (14 нокаутом), 2 поражения. | 31 поединок, 29 побед (14 нокаутом), 2 поражения. | 31 поединок, 29 побед (14 нокаутом), 2 поражения. | 31 поединок, 29 побед (14 нокаутом), 2 поражения. | 31 поединок, 29 побед (14 нокаутом), 2 поражения. |
| Результат                                         | Соперник                                          | Тип                                               | Раунд, время                                      | Дата боя                                          | Место проведения боя                              | Дополнительно |                                                   |
| ------------------------------------------------- | ------------------------------------------------- | ------------------------------------------------- | ------------------------------------------------- | ------------------------------------------------- | ------------------------------------------------- | --- | ------------------------------------------------- |
| 29-2                                              | Кевин Джонсон (34-17-1)                           | KO                                                | 7 (8), 2:00                                       | 22 августа 2020                                   | Магдебург, Саксония-Анхальт, Германия             | |                                                   |
| 29-1                                              | Фират Арслан (34-7-2)                             | SD                                                | 12                                                | 16 августа 2014                                   | Эрфурт, Тюрингия, Германия                        | Защитил титулы IBF и The Ring в первом тяжёлом весе. 113-115, 115-113, 116-113. |                                                   |
| 28-1                                              | Александр Алексеев (24-2-1)                       | КО                                                | 10 (12), 1:35                                     | 23 ноября 2013                                    | Бамберг, Бавария, Германия                        | Защитил титулы IBF и The Ring в первом тяжёлом весе. Алексеев в нокдауне в 2 и 5 раундах. |                                                   |
| 27-1                                              | Трой Росс (25-2)                                  | UD                                                | 12                                                | 15 сентября 2012                                  | Бамберг, Бавария, Германия                        | 114-113, 115-113, 116-112. Защитил титулы IBF и The Ring в первом тяжёлом весе. |                                                   |
| 26-1                                              | Стив Каннингем (24-3)                             | UD                                                | 12                                                | 4 февраля 2012                                    | Франкфурт-на-Майне, Германия                      | 115-111, 116-110, 116-110. Защитил титул IBF и выиграл титул The Ring в первом тяжёлом весе. Каннингем 2 раза в нокдауне (4 раунд).                                                                                 |                                                   |
| 25-1                                              | Стив Каннингем (24-2)                             | TD                                                | 6 (12)                                            | 1 октября 2011                                    | Нойбранденбург, Германия                          | 58-55, 59-54, 56-57. Выиграл титул IBF в первом тяжёлом весе (первый титул чемпиона мира в карьере Эрнандеса). Каннингем в нокдауне в 1 раунде, остановка из-за рассечения у Эрнандеса после столкновения головами. |                                                   |
| 24-1                                              | Стив Эрелиус (21-1-1)                             | KO                                                | 7 (12), 1:19                                      | 12 февраля 2011                                   | Мюльхайм-ан-дер-Рур, Германия                     | Выиграл временный титул WBA в первом тяжёлом весе. Эрелиус 2 раза в нокдауне в 7 раунде. |                                                   |
| 23-1                                              | Али Исмаилов (18-3-1)                             | KO                                                | 8 (8), 2:23                                       | 18 декабря 2010                                   | Берлин, Германия                                  | |                                                   |
| 22-1                                              | Зак Пейдж (20-28-2)                               | UD                                                | 8                                                 | 5 июня 2010                                       | Нойбранденбург, Германия                          | 80-72, 80-72, 80-72. |                                                   |
| 21-1                                              | Сесар Давид Кренц (18-3)                          | UD                                                | 12                                                | 12 марта 2010                                     | Берлин, Германия                                  | 120-108, 120-108, 120-108. Защитил титул IBF Inter-Continental в первом тяжёлом весе. |                                                   |
| 20-1                                              | Энад Личина (17-1)                                | UD                                                | 12                                                | 17 октября 2009                                   | Берлин, Германия                                  | 118-110, 115-113, 116-112. Выиграл титул IBF Inter-Continental в первом тяжёлом весе. |                                                   |
| 19-1                                              | Аарон Уильямс (19-1-1)                            | UD                                                | 8                                                 | 9 мая 2009                                        | Бамберг, Бавария, Германия                        | 79-76, 80-72, 78-74. |                                                   |
| 18-1                                              | Микки Стидс (12-3)                                | KO                                                | 5 (8), 0:51                                       | 28 февраля 2009                                   | Нойбранденбург, Германия                          | |                                                   |
| 17-1                                              | Майкл Симмс (20-9-1)                              | MD                                                | 8                                                 | 25 октября 2008                                   | Ольденбург, Германия                              | 77-76, 77-74, 76-76. Эрнандес в нокдауне в 7 раунде. |                                                   |
| 16-1                                              | Сантьяго Де Паула (10-8-1).                       | KO                                                | 5 (8), 1:14                                       | 30 августа 2008                                   | Берлин, Германия                                  | |                                                   |
| 15-1                                              | Штефан Рафф (6-1-1)                               | RTD                                               | 3 (8)                                             | 7 июня 2008                                       | Хаттерсхайм-на-Майне, Германия                    | |                                                   |
| 14-1                                              | Уэйн Брэйтуэйт (22-3)                             | TKO                                               | 3 (12), 1:52                                      | 29 марта 2008                                     | Киль, Германия                                    | Проиграл титулы WBA Fedelatin и WBC Latino в первом тяжёлом весе. |                                                   |
| 14-0                                              | Мохамед Аззауи (22-1-2)                           | KO                                                | 1 (12), 2:08                                      | 29 декабря 2007                                   | Хаттерсхайм-на-Майне, Германия                    | Защитил титул WBA Fedelatin, выиграл вакантный титул WBC Latino в первом тяжёлом весе. |                                                   |
| 13-0                                              | Исмаил Абдул (28-14-2)                            | UD                                                | 8                                                 | 27 октября 2007                                   | Эрфурт, Германия                                  | 80-72, 80-72, 80-72. Защитил титул WBA Fedelatin, выиграл вакантный титул WBC Latino в первом тяжёлом весе. |                                                   |
| 12-0                                              | Даниел Биспу (19-7)                               | KO                                                | 1 (10), 1:01                                      | 18 августа 2007                                   | Берлин, Германия                                  | Выиграл вакантный титул WBA Fedelatin в первом тяжёлом весе. |                                                   |
| 11-0                                              | Томас Хансволль (25-3-2)                          | KO                                                | 1 (8), 2:22                                       | 23 июня 2007                                      | Цвиккау, Германия                                 | |                                                   |
| 10-0                                              | Эктор Альфредо Авила (15-6-1)                     | UD                                                | 8                                                 | 14 апреля 2007                                    | Штутгарт, Германия                                | 78-75, 79-76, 78-74. |                                                   |
| 9-0                                               | Джейсон Керри (13-6)                              | KO                                                | 1 (8), 1:12                                       | 16 декабря 2006                                   | Кемптен, Германия                                 | |                                                   |
| 8-0                                               | Жан-Клод Бикуа (11-3-1)                           | UD                                                | 8                                                 | 23 сентября 2006                                  | Вецлар, Германия                                  | 78-74, 80-72, 80-72. |                                                   |
| 7-0                                               | Карл Гэтрайт (6-7-1)                              | KO                                                | 1 (8), 1:18                                       | 13 мая 2006                                       | Цвиккау, Германия                                 | |                                                   |
| 6-0                                               | Эрвин Слонка (3-19-1)                             | RTD                                               | 3 (6), 1:30                                       | 8 апреля 2006                                     | Ахен, Германия                                    | |                                                   |
| 5-0                                               | Алексей Кособоков (3-4)                           | UD                                                | 6                                                 | 4 марта 2006                                      | Ольденбург, Германия                              | |                                                   |
| 4-0                                               | Алексей Кособоков (3-3)                           | DQ                                                | 2 (6), 2:57                                       | 10 декабря 2005                                   | Лейпциг, Германия                                 | Кособоков дисквалифицирован за намеренный удар головой, который вызвал рассечение у Эрнандеса. |                                                   |
| 3-0                                               | Мунир Шиби (2-5)                                  | UD                                                | 4                                                 | 12 ноября 2005                                    | Гамбург, Германия                                 | |                                                   |
| 2-0                                               | Владислав Друсо (3-24-1)                          | KO                                                | 1 (4), 1:53                                       | 10 сентября 2005                                  | Берлин, Германия                                  | |                                                   |
| 1-0                                               | Давид Висена (0-2)                                | TKO                                               | 2 (4), 2:59                                       | 3 сентября 2005                                   | Берлин, Германия                                  | |                                                   |